# Szalon sör
A Szalon sör a Pécsi Sörfőzde söre.

## Készítése
- 1. lépés: a malátagyárban – nem a sörfőzdében – a sörárpát vízben áztatják, majd csíráztatják. A csíráztatáskor a magbelsőben lévő keményítők és fehérjék az aktiválódó természetes enzimek hatására vízben oldhatóvá válnak. Ez az ún. zöldmaláta, amelyet szárítanak, majd eltávolítják a csírákat, és így tárolják felhasználásig.
- 2. lépés: a malátát a sörfőzde főzőházi malmában megőrlik, hogy cefrézéskor a cefréző víz minél nagyobb felületen hasson.
- 3. lépés: a cefrézési folyamatokat a sörlé szűrése követi. Itt választják el a sörlét az un. törkölytől. Az édes sörlevet a komlófőző üstbe vezetik, ahol a sör jellegének megfelelően, különböző mennyiségű és aromájú komló hozzáadásával a sörlevet felforralják.
- 4. lépés: a sörfőzdében egymás mellett él a hagyományos (5-16 hétig is eltarthat) és az Unitank-ZKG rendszerű erjesztés (2-4 hét). Az erjesztés akkor kezdődik, amikor a lehűtött sörlevet nyitott kádakban vagy zárt tartályokban speciális sörélesztővel elkeverik. Az élesztő a sörlé cukortartalmát alkoholra és szén-dioxidra bontja. Az utóerjedés (ászokolás) az ászoktankokba történik túlnyomáson és hidegen (-1 °C), ahol a sört ízének megfelelően tovább érlelik. Kialakul habszerkezete és az íze. Az új technológia, melyet világszerte egyre több helyen vezetnek be, a toronyerjesztés (Unitank-ZKG). A Pécsi Sörfőzde 10 db erjesztő toronnyal rendelkezik, egyenként 2800 hl nettó térfogattal. Ezzel a technológiával a sörök 2-4 hét alatt kerülnek kiadható állapotban.
- 5. lépés: az erjedt és ászkolt sört letöltés előtt szűrni kell. Ennek során az élesztőt kiszűrik.

A Pécsi Sörfőzdében 2018 óta a söröket az 1516-os bajor tisztasági törvény (Reinheitsgebot) alapján főzik, így a termékekben csak maláta, komló és víz van (kikerült belőlük a kukorica mint összetevő, és a termék szűrése során az aszkorbinsavat sem használják már mint antioxidáns).[forrás?]

## Jellemzők
- Alkoholtartalom: 4,6% vol.

## Érdekesség
A K und K időktől főztek Szalon sört Ámán József apatini és kulai sörgyárában, melynek a szerb megszállás  alatti háromnyelvű címkéje itt található. A titói idők kezdete óta Szerbia legnagyobb serfőzdéjében már nem főznek Szalon sört, csak Jelen pivo-t.